# Canton de Mirande-Astarac
Le canton de Mirande-Astarac est une circonscription électorale française du département du Gers créée par le décret du 26 février 2014 et entrée en vigueur lors des premières élections départementales suivant la publication du décret.

## Histoire
Un nouveau découpage territorial du Gers entre en vigueur à l'occasion des élections départementales de 2015. Il est défini par le décret du 26 février 2014, en application des lois du 17 mai 2013 (loi organique 2013-402 et loi 2013-403). Les conseillers départementaux sont, à compter de ces élections, élus au scrutin majoritaire binominal mixte. Les électeurs de chaque canton élisent au Conseil départemental, nouvelle appellation du Conseil général, deux membres de sexe différent, qui se présentent en binôme de candidats. Les conseillers départementaux sont élus pour 6 ans au scrutin binominal majoritaire à deux tours, l'accès au second tour nécessitant 12,5 % des inscrits au 1er tour. En outre la totalité des conseillers départementaux est renouvelée. Ce nouveau mode de scrutin nécessite un redécoupage des cantons dont le nombre est divisé par deux avec arrondi à l'unité impaire supérieure si ce nombre n'est pas entier impair, assorti de conditions de seuils minimaux. Dans le Gers, le nombre de cantons passe ainsi de 31 à 17.
Le canton de Mirande-Astarac est formé de communes des anciens cantons de Miélan (19 communes), de Mirande (23 communes) et de Marciac (1 commune). Le canton est entièrement inclus dans l'arrondissement de Mirande. Le bureau centralisateur est situé à Mirande.

## Représentation
| Période élective | Période élective | Mandat | Mandat   | Identité        | Nuance | Nuance | Qualité |
| ---------------- | ---------------- | ------ | -------- | --------------- | ------ | ------ | --- |
| 2015             | 2021             | 2015   | 2021     | Francis Dupouey |        | PS     | Maire de Clermont-Pouyguillès Ancien conseiller général du canton de Mirande, 2ème Vice-Président du Conseil Départemental        |
| 2015             | 2021             | 2015   | 2021     | Céline Salles   |        | PS     | Maire de Malabat, présidente de la communauté de communes Astarac Arros en Gascogne                                               |
| 2021             | 2028             | 2021   | en cours | Francis Dupouey |        | PS     | Maire de Clermont-Pouyguillès, Vice-Président du conseil départemental                                                            |
| 2021             | 2028             | 2021   | en cours | Céline Salles   |        | PS     | Maire de Malabat, présidente de la communauté de communes Astarac Arros en Gascogne 1ére Vice-Présidente du conseil départemental |

### Résultats détaillés

#### Élections de mars 2015
À l'issue du 1er tour des élections départementales de 2015, trois binômes sont en ballotage : Francis Dupouey et Céline Salles (Union de la Gauche, 48,8 %), Jean-François Darroux et Muriel Larrieu (DVD, 28,05 %) et Jacqueline Cornon et Jean-Luc Yelma (FN, 23,15 %). Le taux de participation est de 63,59 % (6 135 votants sur 9 648 inscrits) contre 60,11 % au niveau départemental et 50,17 % au niveau national.
Au second tour, Francis Dupouey et Céline Salles (Union de la Gauche) sont élus avec 51,36 % des suffrages exprimés et un taux de participation de 63,69 % (2 997 voix pour 6 144 votants et 9 647 inscrits).

#### Élections de juin 2021
Le premier tour des élections départementales de 2021 est marqué par un très faible taux de participation (33,26 % au niveau national). Dans le canton de Mirande-Astarac, ce taux de participation est de 48,29 % (4 589 votants sur 9 503 inscrits) contre 44,9 % au niveau départemental. À l'issue de ce premier tour,  le binôme constitué de Francis Dupouey et Céline Salles (DVG , 70,91 %), est élu avec 70,91 % des suffrages exprimés.

## Composition
Le canton de Mirande-Astarac comprend quarante-trois communes entières.
| Nom                             | Code Insee | Intercommunalité              | Superficie (km2) | Population (dernière pop. légale) | Densité (hab./km2) | Modifier                                    |
| ------------------------------- | ---------- | ----------------------------- | ---------------- | --------------------------------- | ------------------ | ------------------------------------------- |
| Mirande (bureau centralisateur) | 32256      | CC Cœur d'Astarac en Gascogne | 23,42            | 3 442 (2022)                      | 147                | modifier les données · modifier les données |
| Aux-Aussat                      | 32020      | CC Astarac Arros en Gascogne  | 12,61            | 272 (2022)                        | 22                 | modifier les données · modifier les données |
| Barcugnan                       | 32028      | CC Astarac Arros en Gascogne  | 9,11             | 104 (2022)                        | 11                 | modifier les données · modifier les données |
| Bazugues                        | 32034      | CC Astarac Arros en Gascogne  | 5,36             | 62 (2022)                         | 12                 | modifier les données · modifier les données |
| Beccas                          | 32039      | CC Astarac Arros en Gascogne  | 3,38             | 122 (2022)                        | 36                 | modifier les données · modifier les données |
| Belloc-Saint-Clamens            | 32042      | CC Astarac Arros en Gascogne  | 10,49            | 137 (2022)                        | 13                 | modifier les données · modifier les données |
| Berdoues                        | 32045      | CC Astarac Arros en Gascogne  | 17,65            | 421 (2022)                        | 24                 | modifier les données · modifier les données |
| Betplan                         | 32050      | CC Astarac Arros en Gascogne  | 5,46             | 101 (2022)                        | 18                 | modifier les données · modifier les données |
| Castex                          | 32086      | CC Astarac Arros en Gascogne  | 5,38             | 76 (2022)                         | 14                 | modifier les données · modifier les données |
| Clermont-Pouyguillès            | 32104      | CC Astarac Arros en Gascogne  | 12,71            | 159 (2022)                        | 13                 | modifier les données · modifier les données |
| Duffort                         | 32116      | CC Astarac Arros en Gascogne  | 9,84             | 131 (2022)                        | 13                 | modifier les données · modifier les données |
| Estampes                        | 32126      | CC Astarac Arros en Gascogne  | 10,82            | 162 (2022)                        | 15                 | modifier les données · modifier les données |
| Haget                           | 32152      | CC Astarac Arros en Gascogne  | 9,10             | 353 (2022)                        | 39                 | modifier les données · modifier les données |
| Idrac-Respaillès                | 32156      | CC Astarac Arros en Gascogne  | 13,03            | 214 (2022)                        | 16                 | modifier les données · modifier les données |
| Laas                            | 32167      | CC Cœur d'Astarac en Gascogne | 10,94            | 318 (2022)                        | 29                 | modifier les données · modifier les données |
| Labéjan                         | 32172      | CC Astarac Arros en Gascogne  | 18,71            | 291 (2022)                        | 16                 | modifier les données · modifier les données |
| Lagarde-Hachan                  | 32177      | CC Astarac Arros en Gascogne  | 8,57             | 167 (2022)                        | 19                 | modifier les données · modifier les données |
| Laguian-Mazous                  | 32181      | CC Astarac Arros en Gascogne  | 9,98             | 248 (2022)                        | 25                 | modifier les données · modifier les données |
| Lamazère                        | 32187      | CC Cœur d'Astarac en Gascogne | 7,47             | 130 (2022)                        | 17                 | modifier les données · modifier les données |
| Loubersan                       | 32215      | CC Astarac Arros en Gascogne  | 10,77            | 161 (2022)                        | 15                 | modifier les données · modifier les données |
| Malabat                         | 32225      | CC Astarac Arros en Gascogne  | 5,40             | 97 (2022)                         | 18                 | modifier les données · modifier les données |
| Manas-Bastanous                 | 32226      | CC Astarac Arros en Gascogne  | 7,54             | 83 (2022)                         | 11                 | modifier les données · modifier les données |
| Marseillan                      | 32238      | CC Cœur d'Astarac en Gascogne | 4,34             | 83 (2022)                         | 19                 | modifier les données · modifier les données |
| Miélan                          | 32252      | CC Cœur d'Astarac en Gascogne | 21,88            | 1 132 (2022)                      | 52                 | modifier les données · modifier les données |
| Miramont-d'Astarac              | 32254      | CC Astarac Arros en Gascogne  | 14,73            | 351 (2022)                        | 24                 | modifier les données · modifier les données |
| Moncassin                       | 32263      | CC Astarac Arros en Gascogne  | 13,93            | 124 (2022)                        | 8,9                | modifier les données · modifier les données |
| Mont-de-Marrast                 | 32281      | CC Astarac Arros en Gascogne  | 7,00             | 106 (2022)                        | 15                 | modifier les données · modifier les données |
| Montaut                         | 32278      | CC Astarac Arros en Gascogne  | 8,48             | 123 (2022)                        | 15                 | modifier les données · modifier les données |
| Montégut-Arros                  | 32283      | CC Astarac Arros en Gascogne  | 15,29            | 279 (2022)                        | 18                 | modifier les données · modifier les données |
| Ponsampère                      | 32323      | CC Astarac Arros en Gascogne  | 8,90             | 97 (2022)                         | 11                 | modifier les données · modifier les données |
| Sadeillan                       | 32355      | CC Astarac Arros en Gascogne  | 5,92             | 83 (2022)                         | 14                 | modifier les données · modifier les données |
| Saint-Élix-Theux                | 32375      | CC Astarac Arros en Gascogne  | 8,37             | 87 (2022)                         | 10                 | modifier les données · modifier les données |
| Saint-Martin                    | 32389      | CC Astarac Arros en Gascogne  | 9,07             | 442 (2022)                        | 49                 | modifier les données · modifier les données |
| Saint-Maur                      | 32393      | CC Cœur d'Astarac en Gascogne | 13,84            | 136 (2022)                        | 9,8                | modifier les données · modifier les données |
| Saint-Médard                    | 32394      | CC Astarac Arros en Gascogne  | 17,07            | 345 (2022)                        | 20                 | modifier les données · modifier les données |
| Saint-Michel                    | 32397      | CC Astarac Arros en Gascogne  | 16,56            | 246 (2022)                        | 15                 | modifier les données · modifier les données |
| Saint-Ost                       | 32401      | CC Astarac Arros en Gascogne  | 6,84             | 91 (2022)                         | 13                 | modifier les données · modifier les données |
| Sainte-Aurence-Cazaux           | 32363      | CC Astarac Arros en Gascogne  | 9,54             | 90 (2022)                         | 9,4                | modifier les données · modifier les données |
| Sainte-Dode                     | 32373      | CC Astarac Arros en Gascogne  | 18,84            | 227 (2022)                        | 12                 | modifier les données · modifier les données |
| Sarraguzan                      | 32415      | CC Astarac Arros en Gascogne  | 8,64             | 87 (2022)                         | 10                 | modifier les données · modifier les données |
| Sauviac                         | 32419      | CC Astarac Arros en Gascogne  | 6,48             | 105 (2022)                        | 16                 | modifier les données · modifier les données |
| Villecomtal-sur-Arros           | 32464      | CC Astarac Arros en Gascogne  | 11,17            | 833 (2022)                        | 75                 | modifier les données · modifier les données |
| Viozan                          | 32466      | CC Astarac Arros en Gascogne  | 6,76             | 94 (2022)                         | 14                 | modifier les données · modifier les données |
| Canton de Mirande-Astarac       | 3215       |                               | 461,39           | 12 412 (2022)                     | 27                 | modifier les données                        |

## Démographie
En 2022, le canton comptait 12 412 habitants, en évolution de −1,59 % par rapport à 2016 (Gers : +1,04 %, France hors Mayotte : +2,11 %).
| 2013   | 2018   | 2022   |
| ------ | ------ | ------ |
| 12 893 | 12 465 | 12 412 |